# Сант-Стивенс-Грин
Сант-Стивенс-Грин (ирл. Faiche Stiabhna) — сквер в центральной части Дублина. Общая площадь — около 9 га.
История парка восходит к 1664 году, хотя нынешние сады и пруды были созданы в 1880-х годах. В парк можно попасть через Арку стрелков, построенную по образу и подобию триумфальной арки Тита в Риме.
Парк окружают старинные дома георгианской эпохи. На западе находится Унитарная церковь и Королевский медицинский колледж. С северной стороны расположено небольшое Гугенотское кладбище XVII века, где похоронены французы, бежавшие от преследований Людовика XIV. От северо-западного угла парка в сторону Тринити-колледжа идёт пешеходная улица Крафтон-стрит, на которой находится множество магазинов и кафе. К югу от парка — особняк, в котором Дж. Г. Ньюмен организовал Университетский колледж.
В самом парке Сант-Стивенс-Грин имеется сад для слепых, где произрастают особо душистые растения с указателями на шрифте Брайля. В северной части есть большое озеро с декоративными беседками и водоплавающими птицами. Юг Сант-Стивенс-Грин представляет собой открытую лужайку с эстрадой, где отдыхают дублинцы — студенты, посетители окрестных супермаркетов, служащие и т. д. Кроме того, в парке представлено множество скульптур, статуй и бюстов.

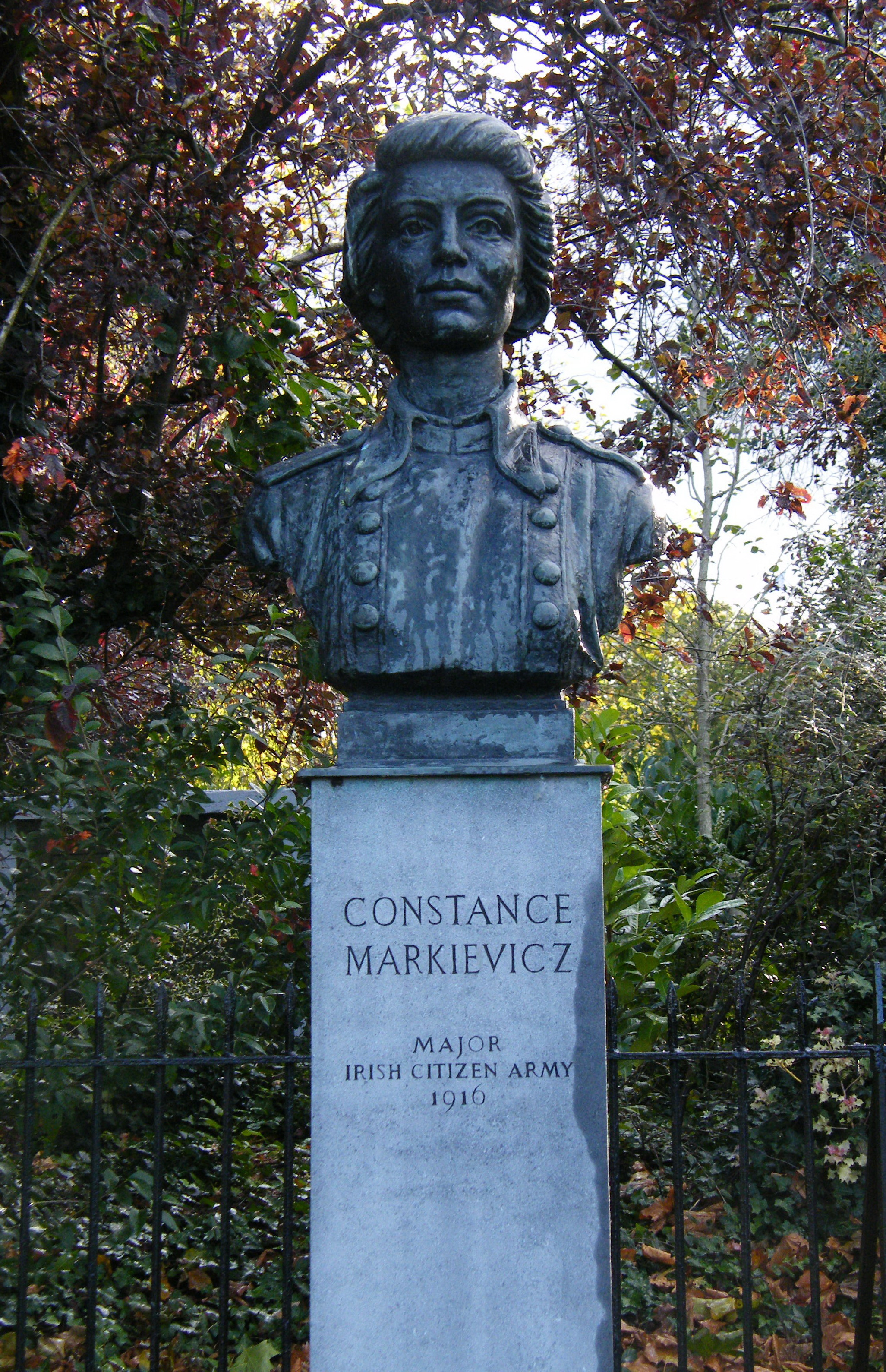
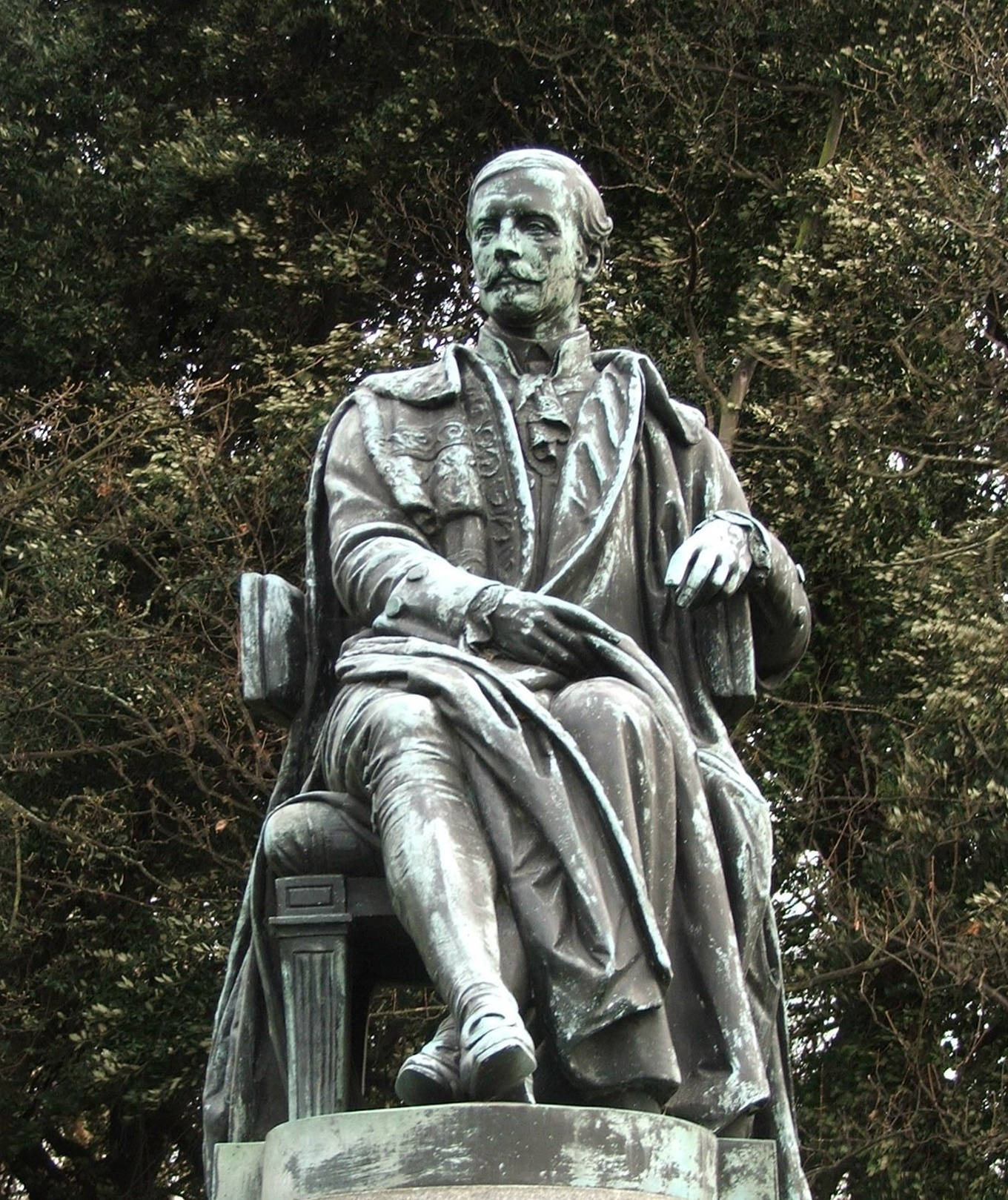
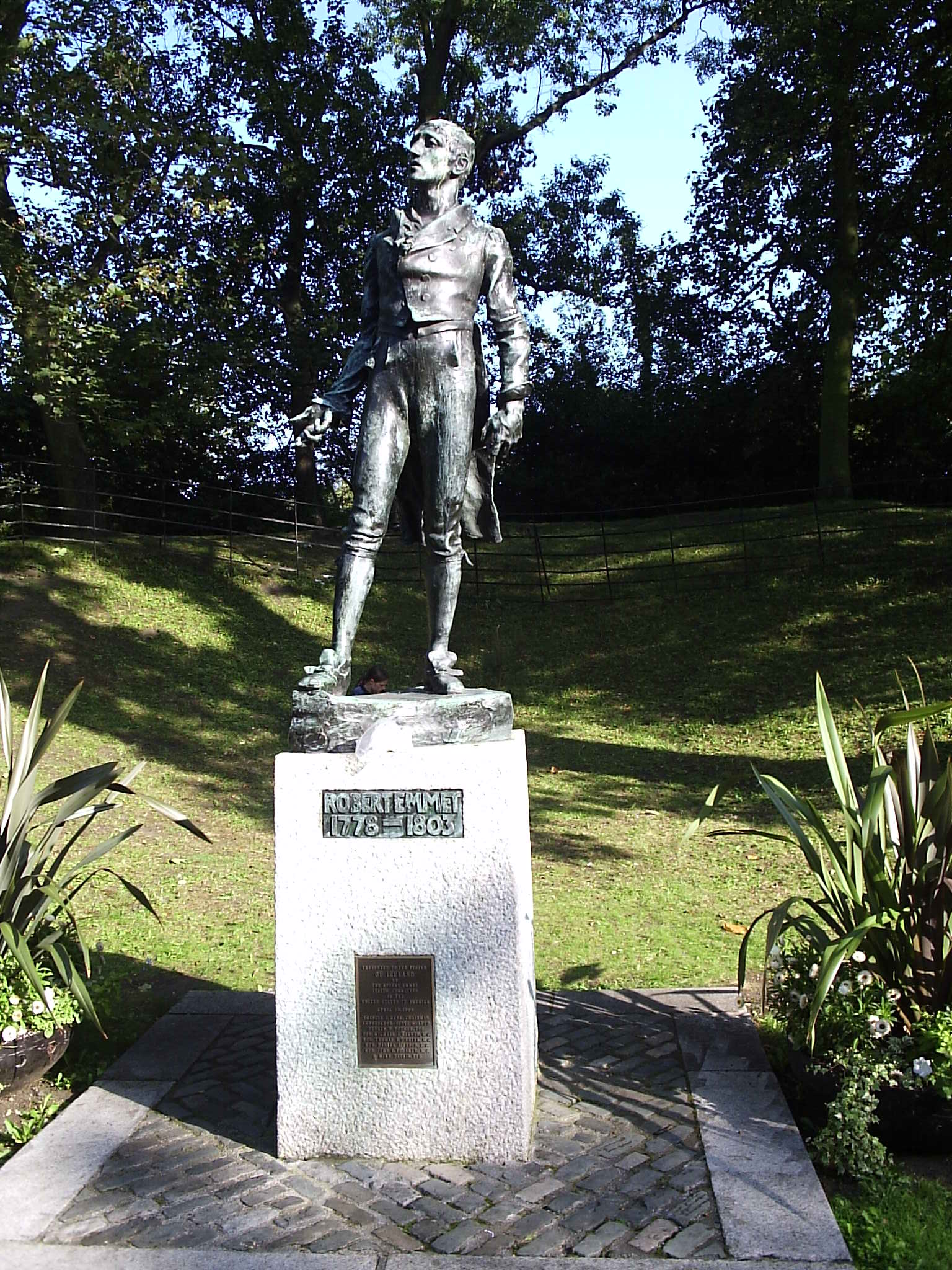
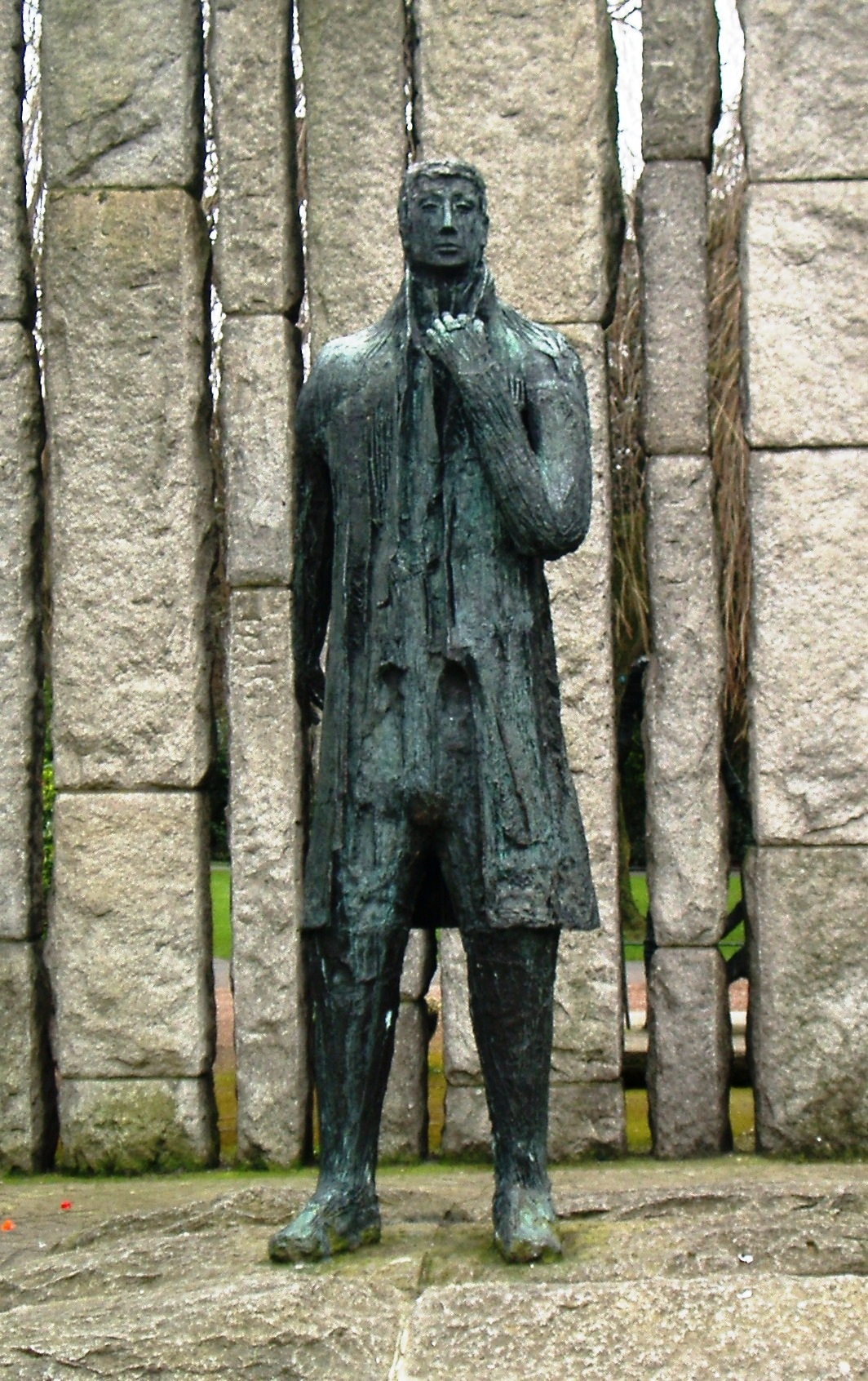
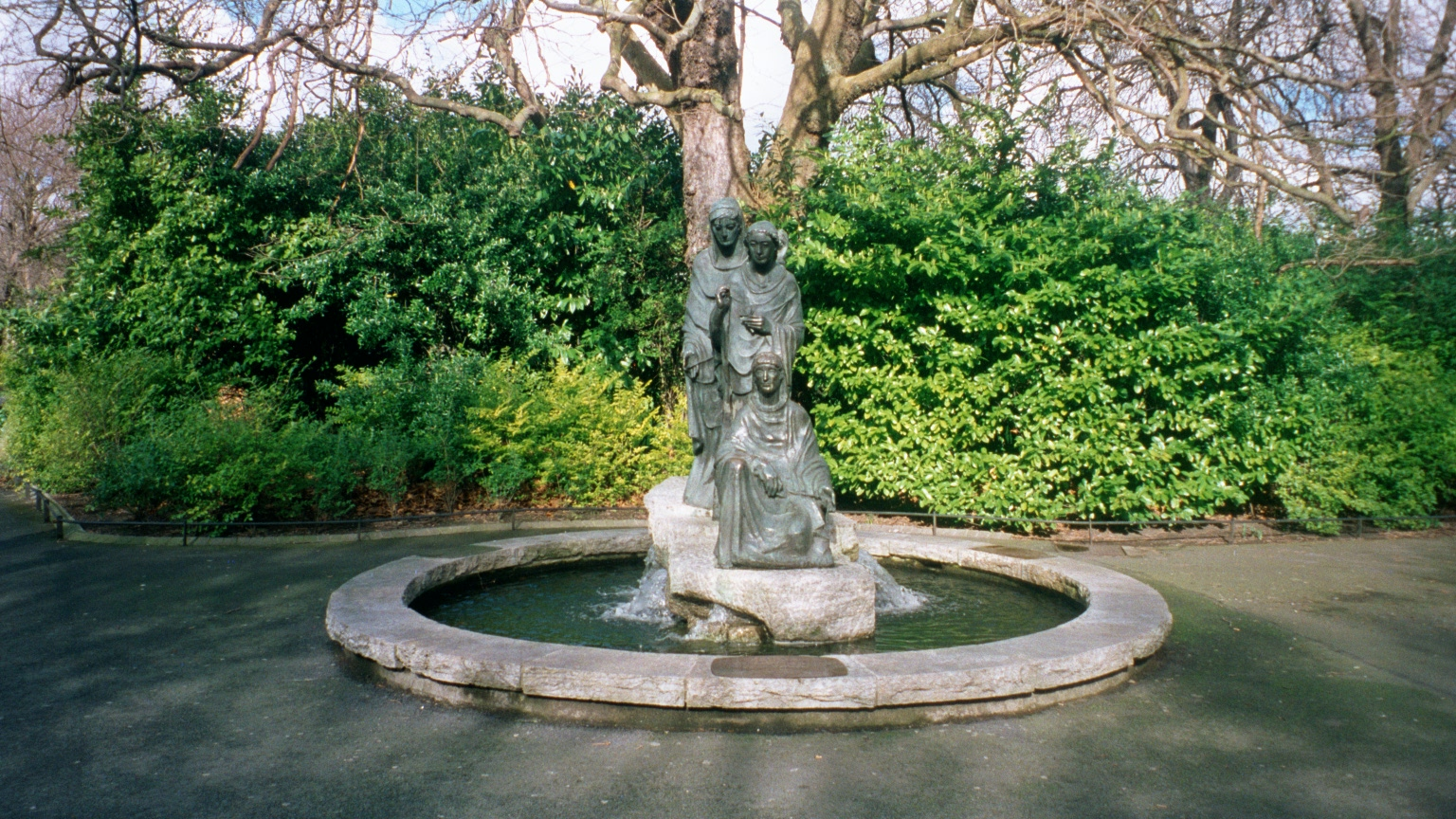
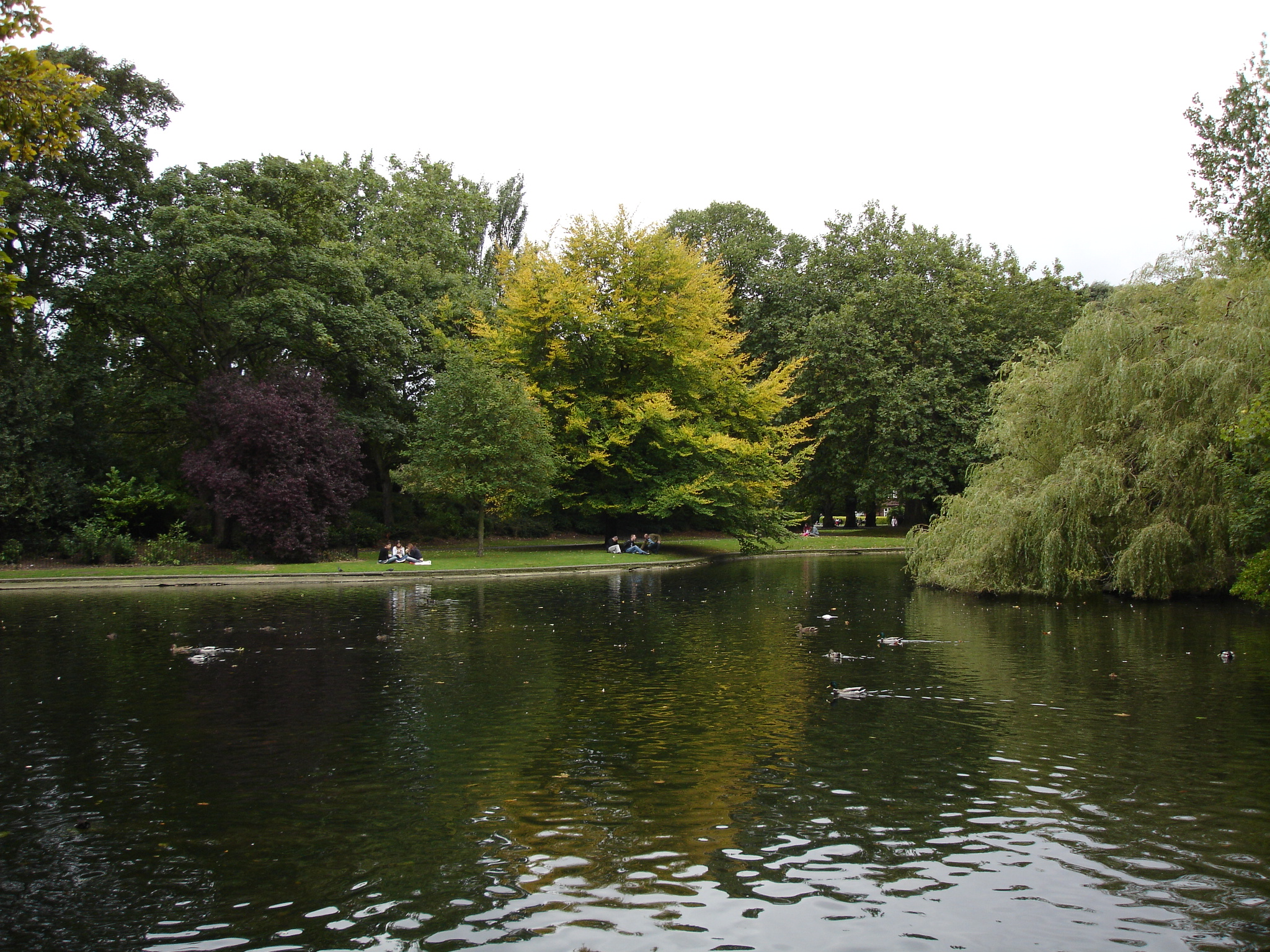
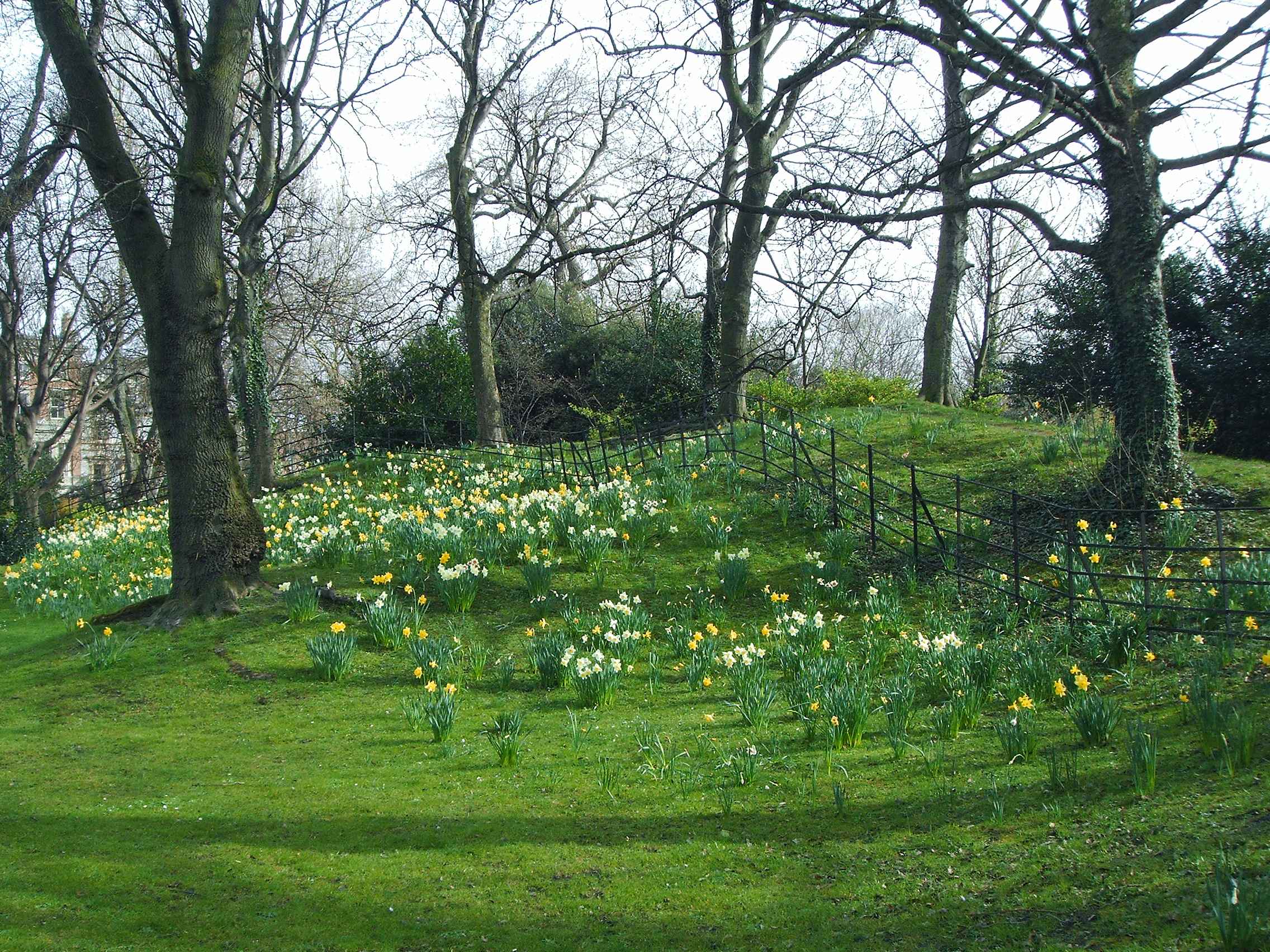
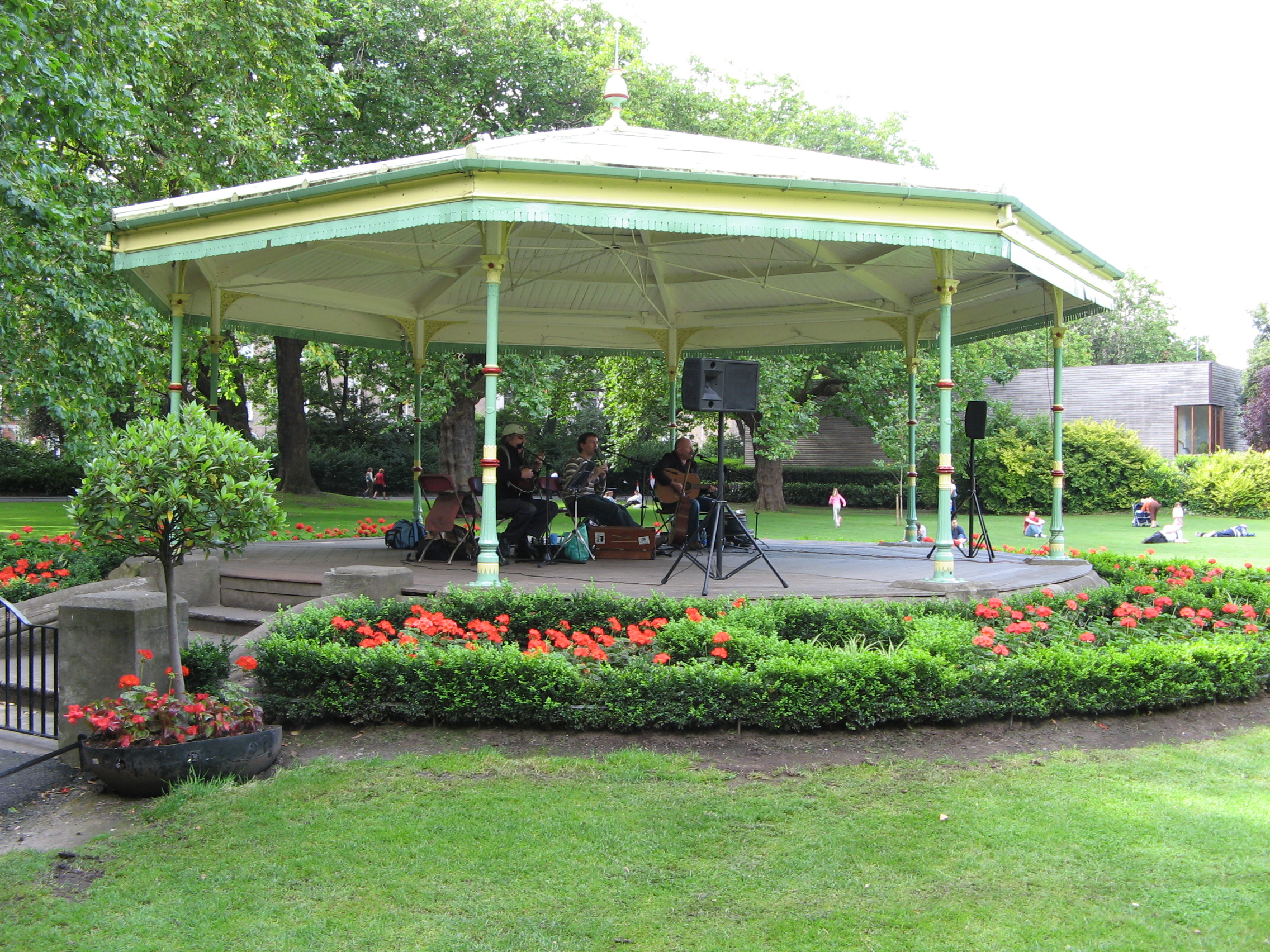